# 카카우
카카우(독일어·브라질 포르투갈어: Cacau, 독일어 발음: [kaˈkaʊ], 브라질 포르투갈어 발음: [kaˈkaw])로도 불리는 클라우데미르 제로니무 바헤투(독일어·브라질 포르투갈어: Claudemir Jerônimo Barreto, 1981년 3월 27일~)는 브라질 태생 독일의 축구 선수, 행정가이다. 선수 시절 포지션은 스트라이커였으며 현재 VfB 슈투트가르트의 홍보대사를 맡고 있다.
1999년 나시오나우 아틀레치쿠 클루비에서 프로 축구 선수 경력을 시작했다. 나시오나우 아틀레치쿠를 떠난 뒤 선수 경력을 마감했다가 같은 해에 독일로 이주한 뒤 2000년 튀르크귀쥐 뮌헨에서 축구 선수 경력을 재개했다. 2001년 1. FC 뉘른베르크 II로 이적했고 같은 해에 1. FC 뉘른베르크로 승격했다. 2003년 VfB 슈투트가르트로 이적해 분데스리가 2006-07시즌 우승, DFB-포칼 2006-07, 2012-13시즌 준우승을 달성했다. 2014년 세레소 오사카로 이적해 2015년까지 활동했고 2016년 2월 VfB 슈투트가르트 II로 이적해 당해 10월 선수 경력을 마감했다.
카카우는 2009년 독일 시민권을 받으며 브라질에서 독일로 귀화했고 당해 5월 중화인민공화국 상하이시에서 열린 독일 축구 국가대표팀과 중국 축구 국가대표팀의 친선 경기에서 독일 대표팀 데뷔전을 가졌다. 2010년 독일 대표팀에서 첫 득점을 기록했고 2010년 FIFA 월드컵에 참가하는 독일 대표팀 선수단에 발탁되어 월드컵에서 3등을 기록했다.